# Jan Peter Bremer
Jan Peter Bremer (Berlino, 16 febbraio 1965) è uno scrittore tedesco.
È autore di romanzi per adulti e ragazzi dalla vena umoristica e raffinata.

## Vita e attività letteraria
Jan Peter Bremer nasce nel 1965 a Berlino, nel quartiere di Charlottenburg, ed è figlio dell'artista Uwe Bremer.
Nel 1970 la famiglia si trasferisce da Berlino a Gümse, cittadina di provincia della Bassa Sassonia. Bremer frequenta le scuole superiori a Dannenberg. Dopo la maturità umanistica, torna a Berlino nel 1985, dove pubblica i suoi primi lavori letterari. Diviene presto scrittore di professione. A 27 anni, riceve la prima borsa di studio statale come riconoscimento della sua attività.
Vive attualmente con la moglie e i figli nel quartiere berlinese di Kreuzberg.
Jan Peter Bremer è autore di testi in prosa minimalistici, spesso tendenti al grottesco. Suoi modelli stilistici sono in particolare Franz Kafka e Robert Walser. Bremer ha ottenuto diversi premi e riconoscimenti, tra i quali il Premio Ingeborg Bachmann nel 1996 per il romanzo Der Fürst spricht [Così parlò il principe] (1995), il Premio letterario Alfred Döblin, il Mörike Preis e il Premio Nicolas Born del land federale della Bassa Sassonia nel 2012 vinti tutti con il romanzo L'investitore americano (2011), primo romanzo di Bremer tradotto anche in Italia.

## Opere
- In die Weite. Racconti. Mariannenpresse, Berlin-Kreuzberg 1987, ISBN 3-922510-40-X
- Einer, der einzog, das Leben zu ordnen. Romanzo. Gatza, Berlin 1991, ISBN 3-928262-00-9
- Der Palast im Koffer. Romanzo. Gatza, Berlin 1992, ISBN 3-928262-10-6
- Der Fürst spricht. Romanzo. Eichborn, Frankfurt am Main 1996, ISBN 3-8218-0640-0
- Feuersalamander. Romanzo. Berlin-Verlag, Berlin 2000, ISBN 3-8270-0326-1
- Still Leben. Romanzo breve. Berlin-Verlag, Berlin 2006, ISBN 3-8270-0640-6
- Mit spitzen Ohren. Libro per bambini. Berlin-Verlag, Berlin 2010, ISBN 3-8270-5370-6

### Edizioni italiane
- L'investitore americano, traduzione di Marco Federici Solari, L'orma editore, Roma 2013, ISBN 978-88-980-3811-4